# 南陉乡
南陉乡，是中华人民共和国河北省石家庄市井陉县下辖的一个乡镇级行政单位。

## 行政区划
南陉乡下辖以下地区：
南陉村、北陉村、杨家沟村、杨青村、后峪村、方山村、康庄村、西上庄村和薛家庄村。